# Grabak
Grabak je německá black metalová kapela založená roku 1995 v saském městě Lipsko.
Debutové studiové album Der Prophet des Chaos vyšlo v roce 1999 pod hlavičkou rakouského vydavatelství CCP Records.

## Diskografie
Dema
- Demo (1997)
- Prophet des Chaos (Advance) (1998)

Studiová alba
- Der Prophet des Chaos (1999)
- Encyclopaedia Infernalis (2001)
- The Serpent Within Paradise (2003)
- Agash Daeva (2007)
- Sin (2011)
- Bloodline Divine (2017)
- Scion (2021)